# Urotrygon
Urotrygon – rodzaj ryb chrzęstnoszkieletowych z rodziny Urotrygonidae.

## Rozmieszczenie geograficzne
Do rodzaju należą gatunki występujące w wodach zachodniego Oceanu Atlantyckiego oraz wschodniego i zachodniego Oceanu Spokojnego.

## Morfologia
Długość ciała do 50 cm.

## Systematyka
Rodzaj zdefiniował w 1863 roku amerykański ichtiolog i teriolog Theodore Nicholas Gill w artykule poświęconym opisowemu wyliczeniu kolekcji ryb z zachodniego wybrzeża Ameryki Środkowej, podarowanej Smithsonian Institution przez kapitana Johna M. Dowa, opublikowanym w czasopiśmie Proceedings of the Academy of Natural Sciences of Philadelphia. Gatunkiem typowym jest (oznaczenie monotypowe) U. mundus.

### Etymologia
Urotrygon: gr. ουρα oura ‘ogon’; τρυγων trugōn, τρυγονσς trugonos ‘płaszczka’.

### Podział systematyczny
Do rodzaju należą następujące gatunki:
- Urotrygon aspidura (Jordan & Gilbert, 1882)
- Urotrygon chilensis (Günther, 1872)
- Urotrygon cimar López S. & Bussing, 1998
- Urotrygon microphthalmum Delsman, 1941
- Urotrygon munda Gill, 1863
- Urotrygon nana Miyake & McEachran, 1988
- Urotrygon peruanus Hildebrand, 1946
- Urotrygon reticulata Miyake & McEachran, 1988
- Urotrygon rogersi (Jordan & Starks, 1895)
- Urotrygon simulatrix Miyake & McEachran, 1988
- Urotrygon venezuelae Schultz, 1949